# Ataque aéreo na escola Osama bin Zaid
Em 3 de novembro de 2023, um ataque aéreo das Forças de Defesa de Israel bombardeou Osama bin Zaid na área de Al-Saftawi, no norte da Faixa de Gaza, uma escola pertencente à Agência das Nações Unidas de Assistência e Obras para os Refugiados da Palestina no Oriente Próximo (UNRWA). Vinte pessoas morreram no ataque aéreo. O Ministério da Saúde e a UNRWA afirmaram que pelo menos 1.000 pessoas se refugiaram nas escolas desde o início da guerra entre Israel e o Hamas.

## Reações
- Omã: “O Sultanato de Omã expressou a sua forte denúncia e condenação dos contínuos massacres e crimes de guerra cometidos pelas forças de ocupação israelitas contra o povo palestiniano, incluindo o massacre horrível e brutal que teve como alvo a Escola Osama bin Zaid”.[2]